# 708
Năm 708 trong lịch Julius.